# Auguste Wieland
Johannes-Augustus Wieland (Waldenburg (Zwitserland), 12 oktober 1757 - Brugge, 15 oktober 1833) was een Zwitsers handelaar, reder, landbouwdeskundige, promotor van de Handelskamer in Oostende, en belast met officiële functies onder opeenvolgende regimes. Hij was de overgrootvader van Georges Rodenbach.

## Levensloop
Wieland was een zoon van dominee Johann-Heinrich Wieland en Dorothea Buxtorf. Zijn oudste broer Johannes-Conrad Wieland (1754-1794) werd Frans officier en diende zowel in het koninklijk leger als nadien in het republikeins leger. Het belette niet dat hij in de periode van de Terreur werd terechtgesteld. Auguste Wieland trok zich nadien het lot aan van de kinderen van zijn broer. Zijn jongste broer, Johannes-Heinrich Wieland (1758-1838), werd advocaat, burgemeester van Bazel (1812-1832) en minister van Financies van de Zwitserse Republiek.
Wieland kwam zich als jonge twintiger in 1781 of begin 1782 in Brugge vestigen en werd vennoot bij de import-exportonderneming 'Van Hoorick & Compagnie', waarvan hij een paar maanden later, na het vertrek van Louis Van Hoorick naar Brussel, de enige vennoot bleef. De activiteit bestond in het invoeren en bewerken van tabaksplanten. In november 1782 vestigde hij zich in Oostende. Op 1 oktober 1783 stichtte hij een vennootschap, samen met de Zwitser Christophe Ehinger en de Duinkerkenaar François Devinck. De laatste verdween echter al in december. De vennootschap was actief tot maart 1785 en trad op als scheepsagent bij trafieken met enkele Franse en Spaanse havens.
De Engels-Nederlandse Zeeoorlog (vanaf 1781) en de nasleep ervan maakte dat, om kaping te vermijden, heel wat schepen zich onder Oostenrijkse vlag plaatsten en nominaal nieuwe eigenaars kregen. Ook Wieland nam hieraan deel. In de jaren 1784 tot ongeveer 1791 werd hij nominaal eigenaar van de fregatten De Hersteller en Den Affrikaen en van de brigantijn De Keyzer, schepen die de zogenaamde 'driehoeksvaart' beoefenden, waarbij slaven werden verscheept van Afrika naar de 'Nieuwe Wereld'. Verder bezat hij nog de poon Juffrouwe Maria voor binnenscheepvaart en het gaffelschip, ook Juffrouwe Maria genaamd, voor kustvaart.
Als gevestigde commissionair was hij betrokken bij allerhande importen: citrusvruchten en rozijnen uit Màlaga, hout uit Noorwegen, katoen uit Azië, koffie en suiker uit West-Indië, tabak uit de Verenigde Staten. Hij oefende ook deurwaardersactiviteiten uit: boedelbeschrijvingen, gevolgd door openbare veilingen.
Vanaf 1786 interesseerde hij zich voor de visserij en in 1787 werd hij lid van de Camer der Vrije Visschers. Hij kocht drie grote en twee kleine visserssloepen en rustte ze uit om op kabeljauwvangst te varen nabij de Shetlands en bij de Doggerbank. Toen de invoer van kabeljauw uit de Nederlandse Republiek, die lang verboden was geweest, in Frankrijk weer werd toegelaten, betekende dit een stevige concurrentie. Samen met een paar andere reders, stuurde Wieland een memorandum naar de overheid om steun te vragen voor de visserij, maar vergeefs. Hij bleef niettemin verder in de visserij investeren en nieuwe sloepen uitrusten. In 1790 had hij nog vijf vissersvaartuigen, in 1793 drie en in 1794 nog twee.
Al deze activiteiten waren winstgevend en in 1789 bouwde hij voor zich een ruime woning in het pas verkavelde 'Hazegras' of 'Nieuw Oostende'.
In 1781 had het keizerlijk Tolerantie-edict de protestantse eredienst toegelaten. Wieland maakte zich als hervormde gelovige bekend door lid te worden en zelfs voorzitter van de gereformeerde gemeenschap in Oostende.
In 1785 werd hij aandeelhouder van de vennootschap die een gebouw wilde oprichten voor het inrichten van concerten en bals. In 1787 was hij een van de zestig stichtende leden van de Oostendse Société Littéraire (1787-2014), die er in slaagde onder de verschillende opeenvolgende regimes stand te houden.

## Revolutiejaren
In de Franse tijd behoorde Wieland tot de nieuwe notabelen. Tijdens de eerste en korte Franse overheersing (november 1792 - maart 1793) werd hij als voorlopige representant aangeduid en legde hij de eed van trouw aan de Franse Republiek af. De tweede overheersing vanaf midden 1794 begon met een speciale belastingheffing. Het fortuin van Wieland werd hiervoor geschat op 100.000 pond, waarmee hij in de tweede hoogste klasse van vermogenden terechtkwam en overeenkomstig belast werd. Het verhinderde hem niet om drie jaar later een benoeming te aanvaarden als répartiteur, een soort 'zetter' voor de rechtstreekse belastingen. Datzelfde jaar werd hij op 9 april als een van de zes Oostendenaars verkozen om in het departementaal kiescollege zitting te nemen. Enkele dagen voordien, op 31 maart, werd hij lid van de gemeenteraad en op 1 juli 1797 werd hij er voorzitter of burgemeester van. Dit was in volle beloken tijd en Wieland nam noodgedwongen deel aan de sluiting van een paar kloosters en de uitdrijving van de monniken. Op woensdag 14 februari 1798 ontving hij generaal Bonaparte die de stadsvesten kwam inspecteren.
Op 29 juli 1798, ontgoocheld door de vele opeisingen vanwege de Franse overheid en getraumatiseerd door de Engelse bombardementen, nam Wieland ontslag en verhuisde hij naar Westkerke (zonder zijn woning in Oostende op te geven), waar hij twee boerderijen als 'zwart goed' had aangekocht. De eerste boerderij was een vroegere eigendom van het Brugse kartuizerklooster Genadedal en de tweede een vroegere eigendom van de Brugse predikheren. Wieland liet de boeren in de hoeven wonen en het land verder bewerken. Hij bouwde voor zichzelf een 'hof van plaisance' of kasteel. Samen met nog verschillende latere aankopen, bezat hij uiteindelijk meer dan 100 ha in Westkerke, Gistel, Oudenburg en Zandvoorde.
Deze verhuis betekende niet dat hij geen rol meer bleef spelen in Oostende. In juli 1802 trok hij samen met Laurent Solvyns in delegatie naar Frankrijk. Ze werden in La Malmaison door consul Bonaparte ontvangen en overhandigden hem een memorandum waarin de verlangens werden opgesomd van wat het gemeentebestuur van Oostende wenste verwezenlijkt te zien.

## Onder het keizerrijk
Vanaf het Consulaat werden de departementen geleid door een prefect, bijgestaan door vijf raadgevers (voorlopers van de latere provinciaal gedeputeerden of bestendig afgevaardigden). Wieland werd een van hen voor het Leiedepartement, vanaf de oprichting van deze instelling begin 1800. Hij aanvaardde de benoeming en zetelde in de raad, hoewel hij niet aanvaardde om, volgens de vereisten, in de hoofdplaats van de prefectuur te komen wonen. Na heel wat uitstel, werd zijn ontslag op 18 juli 1802 aanvaard.
In 1803 was hij al goed ingeburgerd in Westkerke en werd er tot 'maire' benoemd. Hij bleef dit tot einde 1812.
Wieland liet zich nog nader kennen bij de prefect Justin de Viry door hem in 1802 een uitvoerig memorandum te laten geworden, waarin hij de oprichting van een Kamer van Koophandel in Oostende bepleitte. Met de steun van de prefect reisde Wieland naar Parijs en kon in december 1803 een gunstige beslissing verkrijgen. Hij bleef een trouwe aanhanger van het Franse regime en raadgever van de prefecten.

## Wieland en de landbouw
Na zijn verhuis en na zijn aankoop van twee hofsteden en van een uitgebreid landbouwgebied, nam Wieland zijn activiteit als landbouwdeskundige ernstig op. Hij vertoonde hierbij grote belangstelling voor vernieuwingen.
In 1802 wilde Bonaparte het Veldwetboek moderniseren. Hij vroeg hiervoor om advies bij alle prefecten. De prefect van het Leiedepartement, Justin de Viry, won onder meer het advies in van Wieland, die hem op 6 december 1802 een omstandig rapport toestuurde. Hierin hield hij onder meer een pleidooi voor ruilverkavelingen.
In 1806 was hij een van de 28 stichtende leden van de Société provinciale d'agriculture. In 1809 publiceerde hij bij dit organisme een rapport over zijn proefnemingen. Hij legde uit met welke middelen hij de opbrengst van zijn landbouwgronden van zes florijn per gemet naar veertien florijn had gebracht.
In 1811 gaf hij een lezing over een andere van zijn experimenten. Hij zaaide voortaan boomzaad in rijen, wat een veel betere opbrengst bleek te geven dan het gewoon losweg zaaien.
Toen Bonaparte de productie van suikerbiet beval, om de voortaan verboden invoer van suikerriet uit de Britse kolonies te vervangen, boog Wieland zich over de hoge vervoerkosten van de bieten. Hij vond manieren om ter plekke siroop en ongeraffineerd poedersuiker te maken, zodat de vervoerkosten niet meer doorwogen.

## Het Verenigd Koninkrijk der Nederlanden en nadien
De overgang naar het Verenigd Koninkrijk der Nederlanden betekende geen tegenslag voor Wieland. Hij werd in 1816 tot lid benoemd van de provinciale staten van West-Vlaanderen. Na een paar jaar werd hij benoemd tot districtscommissaris voor Oostende en bleef dit tot in 1830, met een onderbreking van 1819 tot 1823 toen hij als gedeputeerde voor West-Vlaanderen fungeerde. Bij iedere aanvaarding legde hij de grondwettelijke eed af, net zoals toen hij opnieuw gemeenteraadslid van Oostende werd. Hij bleef een promotor van de Oostendse Kamer van Koophandel en werd er de voorzitter van.
Over zijn activiteiten als koninklijk districtscommissaris zijn uiteraard heel wat documenten te vinden in de officiële, meer bepaald provinciale archieven. Zo was er bijvoorbeeld het verzoek van de gedeputeerde staten op 16 oktober 1818 gericht tot de gemeenten en districten van West-Vlaanderen, een staat op te maken van de fabrieken, manufacturen en andere nijverheidsinstellingen op hun grondgebied. Daarbij dienden de volgende gegevens te worden meegedeeld: de aard van de instellingen en hun aantal, het aantal tewerkgestelde werklieden, het gemiddeld dagloon dat hun werd uitbetaald, de vroegere en de huidige toestand van het bedrijf, de bestemming van de afgewerkte producten, de eventueel schadelijke factoren die de voorspoed van het bedrijf konden bedreigen en de maatregelen die moesten getroffen worden om die nadelen weg te werken. Auguste Wieland antwoordde met bekwame spoed op 4 november 1818 als koninklijk commissaris voor alle gemeenten van het district (uitgezonderd Oostende die niet onder zijn gezag stond).
Toen kwam 1830. Ook al behoorde zijn schoonzoon Constantin Rodenbach tot de kopstukken van de Belgische Revolutie, genoot deze duidelijk niet de steun van Wieland. Het Voorlopig Bewind verlengde nochtans zijn functie als districtscommissaris, thans arrondissementscommissaris genoemd. Maar hij weigerde de voorgeschreven eed van trouw af te leggen, en werd daarom einde oktober 1830 afgezet. In zijn plaats werd zijn schoonzoon Eduardus Belleroche (Kingston-upon-Hull, 4 juli 1792 - Sint-Michiels, 13 augustus 1875) benoemd.
Het belette niet dat Wieland door de Oostendenaars in november 1830 verkozen werd tot plaatsvervangend lid van het Nationaal Congres. Hij zetelde nooit, omdat de effectief verkozene, de gematigde orangist Jean-Baptiste Serruys, de rol van Congreslid onafgebroken uitoefende. Wieland werd ook weer bevestigd als gemeenteraadslid van Oostende, maar opnieuw weigerde hij de eed van trouw af te leggen, zodat zijn verkiezing wellicht niet doorging.

## Privé
Wieland trouwde in Gistel op 10 januari 1800 met de Antwerpse Catharina de Wilde (Antwerpen, 1768 - Oostende, 28 februari1806). Hij was toen al drieënveertig, zij was elf jaar jonger en zwanger. Het gemengd kerkelijk huwelijk tussen de protestant Wieland en zijn katholieke bruid vond pas op 16 juni 1803 plaats.
Ze hadden een dochter, Louise Wieland (Westkerke, 23 november 1801 - Gent, 8 juli 1863), die, nog minderjarig, in 1821 trouwde met dokter Constantin Rodenbach, de voorvechter van de Belgische Revolutie van 1830. Die hun zoon, Constantin Ferdinand Rodenbach (Brugge, 1824 - Gent, 1891), verificateur van de maten en gewichten, trouwde met de Doornikse Rosalie Gall (1830-1899) en zij waren de ouders van de schrijver Georges Rodenbach.
Hun oudste dochter, Adelaïde Wieland (Westkerke, 25 juni 1800 - Gent, 1858), trouwde met Karel-Jan Van Severen (1801-1842), de eigenaar van de brouwerij De Sleutels in de Wulfhagestraat in Brugge. Hun zoon, Karel-August van Severen (1822-1892), zocht het avontuur in Noorwegen en stichtte er een houtzagerij. Hun jongere zoon, André Van Severen (1830-1888), leidde een avontuurlijk leven waarbij hij het tot generaal bracht in het Latijns-Amerikaanse El Salvador.
Het echtpaar Wieland-De Wilde had nog twee andere kinderen. Eulalie Wieland (Westkerke, 14 augustus 1803 - Brugge, 28 maart 1871) trouwde met de Oostendse handelaar en arrondissementscommissaris Edouard Belleroche. Hun enige zoon, Auguste Wieland (Westkerke, 10 april 1805 - Oostende, 29 oktober 1846), trouwde in 1841 met de Westkerkse Joanna Steen.
Na vier zwangerschappen op vijf jaar tijd, overleed Catharina De Wilde op achtendertigjarige leeftijd.
Het is tijdens een bezoek aan zijn dochter Adelaïde, dat Wieland in Brugge overleed.

## Publicaties
- (samen met F. De Bal) Représentation faite aux Etats de Brabant par les députés du corps des armateurs de la pêche nationale à Ostende, Oostende, 1787.
- (samen met L. Solvyns) Les députés Auguste Wieland et Laurent Solvyns de commerce d'Ostende, aux Consuls de la République, Parijs, 1802.
- Culture et travaux d'une ferme de 11 hectares 50 ares située dans la commune de Westkerke, in: Société d'Agriculture, 1809.

## Voetnoten
1. ↑   Het stadsarchief van Oostende vermeldt als begin- en einddatum: 29 april 1798 - 9 augustus 1798.
2. ↑  Het huis werd onmiddellijk na zijn dood door zijn erfgenamen verkocht. Genaamd Campagne van Westkerke, later Reigersnest, werd het eigendom van de familie Van Iseghem uit Oostende en Depuydt-Van Iseghem uit Gistel. Het werd in 2002 beschermd als monument. Zie:https://inventaris.onroerenderfgoed.be/erfgoedobjecten/45693.
3. ↑  Dit is nog verder te bevestigen. Het stadsarchief van Oostende vermeldt namelijk dat hij wel raadslid zou geweest zijn in de bestuursperiode 1830-1836.
4. ↑   De aangifte werd gedaan door zijn schoonzoon Charles van Severen, die toen in de Dweersstraat woonde, meteen het sterfhuis, op enige afstand van de brouwerij die zich aan de Sleutelbrug bevond.